# 나선회랑 2
《나선회랑2》(螺旋回廊2)는 2001년 12월 14일(초회한정판 기준)에 rúf(루프)에서 발매한 성인 어드벤처 게임이다. 실제 제작은 âge(아쥬)에서 담당하였다. 2008년 4월 20일엔 전작 나선회랑과 본 작품을 커플링하고 윈도우 비스타와 호환되는 복각판이 발매되기도 하였다. 추가로 속편인 나선회랑3의 발매는 거의 절망적인데 그 이유는 age(아쥬)가 나선회랑2를 만들면서 나선회랑2를 만들기 위한 자본을 rúf 몰래 '네가 바라는 영원'을 만드는 데 사용하다가 rúf 사가 계약 위반으로 âge(아쥬)사에게 하청을 하지 않기로 했기 때문이다.

## 개요
나선회랑의 속편. 나선회랑1의 시나리오 라이터는 귀축왕 타무로서 네가 바라는 영원의 시나리오 라이터이기도 하다.
나선회랑1은 인간의 절망과 분노 그걸로 인해 망가지는 모습을 멀티뷰 시점으로 잘 묘사한 것으로 높은 평가를 받는 작품이다.
주인공인 사에키가 Webmaster를 중심으로 움직이는 범죄 사이트 EDEN에 감시, 도촬당하고 자기가 사랑하는 연인의 망가지는 모습을 담은 비디오와 사진을 인터넷과 소포를 통해서 보여줌으로써 농락당하며 좌절하는 절망감과 히로인인 아오이가 EDEN에 의해서 능욕을 당하며 망가지는 과정을 잘 묘사하고 있는 다크 사이드계의 명작이다.
나선회랑2는 두 명의 주인공을 중심으로 이야기가 진행되는데 이번에는 그들과 그들의 연인들이 EDEN으로부터 구원받을 수 있는지가 주목되는 작품이었다. 하지만 절망감과 분노와 광기에 대한 묘사가 나선회랑2에 비해서 떨어진다는 평가가 많은데 그것은 아마도 절대적인 힘을 가진 절대악으로 묘사되던 나선회랑1에 비해서 나선회랑2의 EDEN은 그런 것이 없었기 때문이라는 평이 있다. 하지만 2도 1에 비해서는 아니라고 평가받지만 제대로된 시나리오를 가지고 있는 다크계 에로계라는 데는 의심할 여지가 없을 것이다.

## 줄거리

### 케이이치
음악 선생인 케이이치는 우연히 히카미 아리사를 구해주게 되고 그 결과 한 손에 장애가 생기게 된다. 그리고 몇달 뒤 우연히 아리사를 만나게 된 케이이치. 그리고 그들의 관계는 서서히 발전해 서로 연인관계가 된다. 하지만 우연히 에덴이란 사이트를 알게 되고 자기의 사생활이 도촬, 그리고 감시 당한다는 걸 알게 된다. 그리고 에덴은 서서히 그들은 접근해와서 결국 아리사를 납치해 가는데...

### 히로키
히로키는 자기의 여동생인 유리와 생활하고 있다. 그러던 중 유리의 친구인 카오리를 알게 된다. 유리가 친구들과 여행을 가게 된 날 이후, 점점 그에게 얼굴이 모자이크 처리된 여자를 남자들이 윤간하는 비디오가 그에게 발송되기 시작한다... 그리고 점점 그 여자가 자기가 알고있는 여자와 비슷하다는 것을 깨닫기 시작한다. 그리고 온 하나의 비디오 속에는 자기의 둘도 없는 여동생 유리의 모습이 담겨 있었다.

## 등장인물
히카미 아리사(氷上 有紗) 성우：아이다 쿠우
부잣집의 딸로, 어머니가 노르웨이인과 일본인의 혼혈.
돈이 곤란하지 않는 생활을 하고 있지만, 자기자 쓸 돈은 자기가 벌려는 생각으로 오카모토 히로키의 가정교사를 하고 있다.
스즈미 토우코(鈴見 瞳子) 성우：후지시로 나오
사촌동생인 사와무라 슈헤이와는 연인관계이며 동거하고 있다. 현재 직업은 백화점에서 유카타 매장의 점원을 하고 있다. 카와이 케이이치와도 아는 사이.
오카모토 유리(岡本 悠里) 성우：나츠노 히마와리
오빠인 오카모토 히로키와 낡은 아파트에서 둘이서 살고있다. 부친이 관동방면에 단신부임을 가게되어 건강상의 걱정으로 모친도 동행. 남매 두 명만이 남게 되었다. 오빠를 매우 좋아하며, 하지만 딱부러지는 면도 있다. 열심히 오빠의 신세를 봐주고 있다. 사키 카오리와는 친한 친구 관계.
사키 카오리(咲 かおり) 성우：야마모토 마코토쵸
어머니와 임대주택에서 둘이 살고 있다. 봄에 유리가 있는 학교에 전학해왔다. 딱부러지는 면이 있고 머리도 좋지만 사람과 그다지 마음을 터놓으려 하지 않는다. 자신도 모르는 사이에 히로키에게 마음이 끌리게 된다.
히카미 마키(氷上 真紀) 성우：모치즈키 유사
히카미 아리사의 여동생. 클럽 등을 자주 드나들며, DJ를 하고 있는 케이이치의 남동생 카와이 요우지와는 연인관계. 단, 마키도 요우지도 서로 자신의 언니(형)들간의 관계에 대해선 알지 못한다. 케이이치가 교사를 하고 있는 전문학교에 다니고 있다.
테라시마 미나미(寺島 実奈美) 성우：히나타 유라
사키 카오리가 이전 다녔던 학교의 동급생.
이전부터 카오리를 좋아했지만, 가끔씩 친절하게 대해주는 것을 계기로 실제로 교류를 가지게 되었다.
칸나기 요리코(神無木 頼子) 성우：호죠 아스카
토우코가 일하고 있는 가게에 우아한 드레스 복장으로 나타난 여인. 요리코 및 슈헤이와는 어릴 적 소꿉친구 관계였으나 집안의 몰락 이후 행방이 묘연해 진바 있다. 혼자일 때도 있지만 보통은 유카리라는 이름의 수수께끼의 여자와 함께 다니는 경우가 많다.
카와이 케이이치(河合 圭一)
이 게임의 주인공 중 한 명이며 히카미 아리사의 연인 관계에 있는 남성이다. 그녀가 불량배에게 둘러싸여 있는 걸 구해주었을 때 오른손에 큰 상처를 입는다.
오카모토 히로키(岡本 弘樹)
이 게임의 주인공 중 한 명이며 오카모토 유리의 친 오빠이다. 부모와 떨어져서 둘이서 살고 있다. 히카미 아리사와는 가정교사로서 신세를 지고 있다. 또한, 사키 카오리의 선배이기도 하다.

## 게임 정보

### 스탭
- 원화 : 미나미카제 레이마
- 시나리오·디렉터 : 타시로 하야토(=귀축왕 타무. 본 게임에선 타시로 하야토라는 이름으로 게임 제작에 참여.)

### 주제가
오프닝곡〈Satirize〉
노래:KOTOKO

## 관련 상품
- 소설
  - 나선회랑2 파라다임 노벨즈(파라다임· ISBN 9784894901452)

## 같이 보기
- 나선회랑
- 로슈타인의 회랑